# مصفوفة الصلابة
في طريقة محدودة العناصر لحل المعادلات التفاضلية الجزئية الإهليلجية عددياً، تمثل مصفوفة الصلابة مصفوفة تُستخدم لحل نظام المعادلات الخطية الذي يُمكّن من الحصول على حل تقريبي للمعادلة التفاضلية.

## مصفوفة الصلابة لمسألة بواسون
للتبسيط، نعتبر معادلة بواسون:
{\displaystyle -\nabla ^{2}u=f}
في نطاق معين Ω، مع شرط الحد u = 0 على حدود Ω. لتفكيك هذه المعادلة باستخدام طريقة محدودة العناصر، يتم اختيار مجموعة من دوال الأساس {φ1, …, φn}  محددة على Ω والتي تكون قيمها صفرية على الحدود. يتم بعد ذلك تقريب الحل كالتالي:
{\displaystyle u\approx u^{h}=u_{1}\varphi _{1}+\cdots +u_{n}\varphi _{n}.}
تُحَدَّدُ المعاملات u1, u2, …, un بحيث يكون الخطأ في التقريب متعامداً مع كل دالة أساس φi:
{\displaystyle \int _{x\in \Omega }\varphi _{i}\cdot f,dx=-\int _{x\in \Omega }\varphi _{i}\nabla ^{2}u^{h},dx=-\sum _{j}\left(\int _{x\in \Omega }\varphi _{i}\nabla ^{2}\varphi _{j},dx\right),u_{j}=\sum _{j}\left(\int _{x\in \Omega }\nabla \varphi _{i}\cdot \nabla \varphi _{j},dx\right)u_{j}.}
وذلك كنتيجة لشرط الحدود ديريشلت المتجانس. يتم تعريف مصفوفة الصلابة، وهي مصفوفة مربعة من الحجم n، كما يلي:
{\displaystyle \mathbf {A} _{ij}=\int _{x\in \Omega }\nabla \varphi _{i}\cdot \nabla \varphi _{j},dx.}
وبتعريف المتجه F بمكونات {\textstyle \mathbf {F} _{i}=\int _{\Omega }\varphi _{i}f,dx,} يتم تحديد المعاملات ui عن طريق حل النظام الخطي Au = F. تكون مصفوفة الصلابة متماثلة، أي Aij = Aji، مما يعني أن جميع القيم الذاتية لها حقيقية. علاوة على ذلك، تكون محددة إيجابياً تماماً، مما يضمن وجود حل وحيد للنظام Au = F. (في مسائل أخرى، قد لا تحتفظ هذه الخصائص الجيدة.)
لاحظ أن مصفوفة الصلابة تختلف حسب الشبكة الحسابية المستخدمة للنطاق ونوع العنصر المحدد في طريقة العناصر المحدودة. على سبيل المثال، تختلف مصفوفة الصلابة عند استخدام العناصر الخطية المجزأة عن تلك المستخدمة عند استخدام العناصر التربيعية المجزأة.

## مصفوفة الصلابة لمسائل أخرى
تُحَدَّدُ مصفوفة الصلابة لمسائل المعادلات التفاضلية الجزئية الأخرى باستخدام إجراء مماثل، ولكنه قد يتعقد حسب اختيار شروط الحدود.